# 니시사쿠탄촌
니시사쿠탄촌(일본어: 西柵丹村 니시사쿠탄무라[*])은 일본이 지배하던 시기의 사할린에 있던 마을이다. 법적으로는 1949년 6월 1일, 국가 행정 조직법 시행에 따라 폐지되었다. 1941년 12월 1일, 인구는 9,296명이였다.